# حسن‌آباد (کرگاه غربی)
حسن‌آباد روستایی در دهستان کرگاه غربی بخش مرکزی شهرستان خرم‌آباد استان لرستان ایران است.

## جمعیت
بر پایه سرشماری عمومی نفوس و مسکن در سال ۱۳۹۵ جمعیت این روستا ۲۲۰ نفر (۵۸خانوار) بوده‌است.